# Cristian Gómez García
Cristian Gómez García (L'Hospitalet de Llobregat, 27 luglio 1989) è un ex calciatore spagnolo, di ruolo centrocampista.

## Carriera
Dal 2011 al 2013 ha giocato nella prima divisione spagnola nell'Espanyol, per un totale di 37 presenze ed un gol; nella stagione 2013-2014 invece ha giocato nel Real M. Castilla, la squadra riserve del Real Madrid.